# Прокул
Прокул (лат. Titus? Aelius? Proculus; Тит? Элий? Прокул) — римский император-узурпатор в 280 году.

## Биография
Прокул восстал в правление императора Проба. Он был военачальником и крупным галльским землевладельцем Лугдуна (совр. Лион). Узурпатор происходил из племени альбигавнов, которые жили в Приморских Альпах. В «Истории Августов» рассказывается, что Прокул и его предки нажили своё состояние разбоем и грабежом. Прокул служил в римских войсках, был трибуном. О причинах восстания написано следующее:
«У него была жена, женщина с мужским характером, которая и толкнула его на это безумное дело; имя её было Самсо, но это имя было дано ей впоследствии, а раньше она называлась Витуригой».
Но это вероятно выдумка Авторов жизнеописаний Августов. Скорее всего Прокул провозгласил себя императором по предложению жителей Лугдуна, которые опасались Проба. Своего сына Верениана (Геренниана? Веренниана?) Прокул хотел объявить соправителем. Узурпатор вооружил на свои деньги 2 000 рабов. Франки также ему помогали. Восстание Прокула происходило параллельно с восстанием другого узурпатора — Боноза, который с ним сотрудничал. После возвращения императора Проба из похода против Сасанидов, Прокул отошёл на север Галлии. Франки предали узурпатора, который был разбит Пробом и казнен. Вскоре было подавлено восстание Боноза.